# Opstandelseskirkens sogn
Opstandelseskirkens sogn (danska: Opstandelseskirkens Sogn) är en församling i Glostrups kontrakt (provsti) i Helsingörs stift i Danmark. Församlingen ligger i Albertslunds kommun i Region Hovedstaden. Den hörde före kommunreformen 2007 till Albertslunds kommun i Köpenhamns amt.
Den 1 januari 2012 hade församlingen 9 413 invånare, varav 4 834 (51,35 procent) var medlemmar i Danska folkkyrkan.

## Kyrkobyggnader
- Holsbjergs kyrka (i Vridsløselille statsfängelse)
- Opstandelseskirken